# Figuras de palha

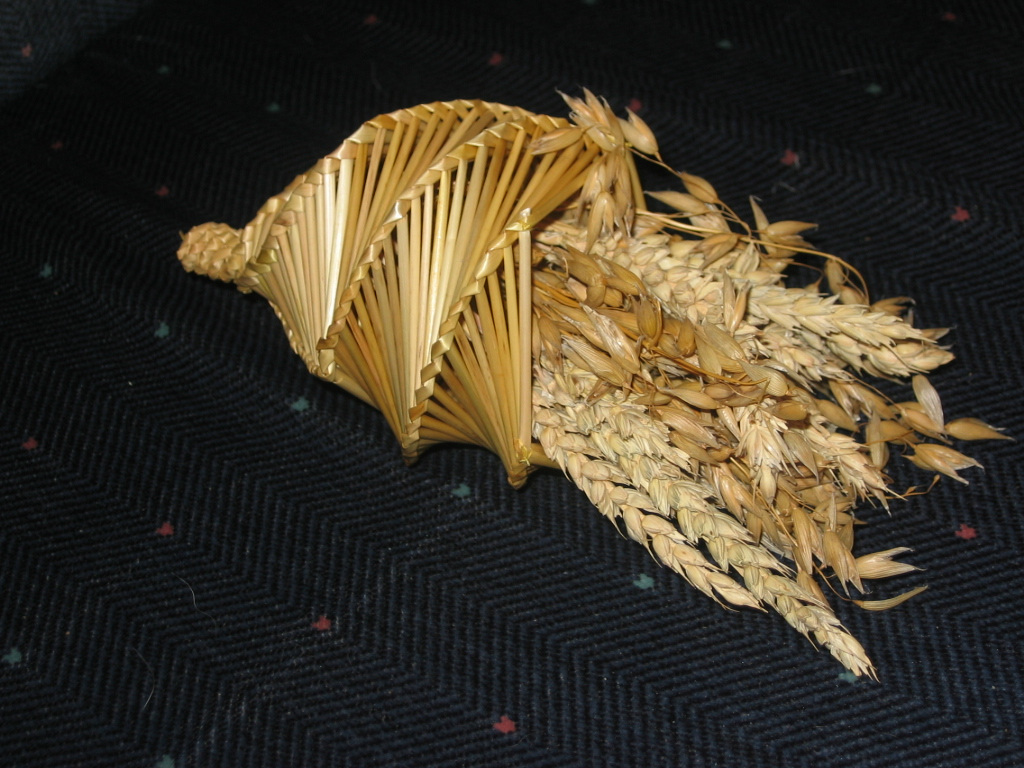
Cornucopia ou corno da abundância.

Figuras de palha faz referência a formas de trabalho da palha como cultura popular tradicional durante a colheita, costume tradicional na Europa anterior à mecanização agrícola.
A cultura pagana tradicional europeia, sustentava que o espírito do grão vivia entre os cultivos e a colheita lhes deixava sem lugar para viver.
James George Frazer em sua obra O ramo dourado, fala de exemplos folclóricos europeus recolhidos pelo etnólogo Mannhardt Wilhelm. Entre os costumes destacam os bonecos e vestidos que se realizavam com gavilhas da colheita, bem como as formas ocas, conseguidas graças à consistência da abundante palha do trigo e outros cereais que tinham as variedades antigas, e que serviriam para dar refúgio aos espíritos desde o momento da colheita até a nova estação.

## Materiais utilizados
- Grã-Bretanha: principalmente trigo, aveia, cevada e centeio[1]
- Irlanda: juncos
- Sul de França: folhas de palma